# Daniel Mittler
Daniel Mittler (* 20. Februar 1973 in Freiburg im Breisgau), Sohn des Bibliothekars und emeritierten Professors für Buch- und Bibliothekswissenschaften Elmar Mittler, ist ein deutscher Aktivist. Er ist seit 2021 Geschäftsführer der Bürgerbewegung Finanzwende, die sich für einen nachhaltigen Finanzmarkt einsetzt. Zuvor war er 11 Jahre Politischer Direktor von Greenpeace International und dort für die politische Positionierung der Organisation verantwortlich. Er leitete unter anderem Greenpeace Delegationen zu UN-Gipfeln, Klimaverhandlungen und G20/G8/G7-Gipfeln.

## Leben
Nach Kindheit in Freiburg und Neckargemünd schloss er seine Schulbildung 1992 am Lester B. Pearson United World College in Kanada ab. Von 1992 bis 1996 studierte er, gefördert durch die Studienstiftung des deutschen Volkes, Politik an der University of Edinburgh und der Queen’s University, Kanada. Danach forschte er zu Stadtplanung und Nachhaltigkeit am University College London.
Er war schon früh in der Jugendumweltbewegung aktiv und wurde im Jahr 2000 der erste Referent für Internationale Umweltpolitik des Bundes für Umwelt und Naturschutz Deutschland (BUND). In dieser Funktion initiierte er u. a. die Attac AG Globalisierung und Ökologie sowie, mit Sven Giegold und anderen, die Kongressreihe McPlanet.
2004 wechselte er zu Greenpeace International, 2008 zur European Climate Foundation, wo er als Leiter des Deutschlandprogramms maßgeblich die Arbeit gegen Kohlekraftwerke vorantrieb. 2010 kehrte er als Politischer Direktor zu Greenpeace International zurück. Greenpeace International verantwortet die globale politische Positionierung der Organisation und der Politische Direktor verantwortet alle Eingaben, Briefe etc. an internationale Organisationen wie die Vereinten Nationen. Er arbeitete in dieser Funktion eng mit Kumi Naidoo und Jennifer Morgan zusammen; unter anderem war er für Kampagnen wie die TTIPleaks verantwortlich.
Seit 2021 ist er als Geschäftsführer der Bürgerbewegung Finanzwende e.V. sowie der Finanzwende Recherche gGmbH tätig und hat u. a. Kampagnen zur Finanzlobby und Steuergerechtigkeit gestartet, letztere – gemeinsam mit dem Netzwerk Steuergerechtigkeit und der Vermögendeninitiative taxmenow.
Ehrenamtlich ist er Mitglied im Fachbeirat Nord-Süd der Heinrich-Böll-Stiftung; von 2009 bis 2017 war er auch in der Mitgliederversammlung der Stiftung. Von 2015 bis 2021 war er Mitglied der Mitgliederversammlung von Campact e.V. und von 2016 bis 2021 Stiftungsrat der Bewegungsstiftung.

## Veröffentlichungen (Auswahl)
- Ein grüner Anstrich des Finanzsystems reicht nicht, 19. Mai 2022, ZEIT online, https://www.zeit.de/wirtschaft/geldanlage/2022-05/nachhaltigkeit-finanzmarkt-gruene-geldanlage
- Globale Gipfel: frustrierend, aber wichtig. Warum die Umweltbewegung globale Verhandlungen nutzen muss, statt sie zu verteufeln, Forschungsjournal Soziale Bewegungen, Heft 4/2015, https://forschungsjournal.de/fjsb/wp-content/uploads/fjsb_2015_4.pdf
- Im Zeichen des Feldhamsters, 24. Juni 2005, taz, https://taz.de/Im-Zeichen-des-Feldhamsters/!587878/
- So lasst uns denn ein Rettungsboot bauen, Forschungsjournal Neue Soziale Bewegungen, Heft 1/2002, https://www.degruyter.com/document/doi/10.1515/fjsb-2002-0111/html